# P-06B
docomo STYLE series P-06B（ドコモ スタイル シリーズ ピー ゼロ ろく ビー）は、パナソニック モバイルコミュニケーションズによって開発された、NTTドコモの第三世代携帯電話（FOMA）端末である。docomo STYLE seriesの端末。

## 概要
「VIERAケータイ」の1つと位置づけられており、同時期に発売されたSoftBank向けのSoftBank 942Pと同様のデザインや機能を持つ。通常のケータイのように縦に開いて使うオープンスタイルに加え、ディスプレイ部を回転させ、手前に閉じると、タッチパネルで操作するビューアスタイルでも使える回転2軸式のデュアルフェイスデザイン、背面は丸みを持たせたことで手にぴったりとフィットするラウンドフォルムを採用。また防水仕様となっており、防水性能はIPX5/IPX7に準拠している。また感圧式のタッチパネルの採用により本体や手が濡れた状態でも操作が可能である。ドコモ向けのパナソニック端末での防水端末は、2009年6月発売のP-10A以来となる。
パッケージには、本体色と同色のストラップ式のタッチペンが1本同梱されている。このタッチペンを使って、手帳のようにタッチパネルに手書きの文字などを入力して、日記やメモを作成できる「手書きダイアリー」や好きな色やペンの太さで、カメラで撮影した写真に文字やイラストを描き込んだり、スタンプを貼り付けたりするなどして自由に編集できる「手書きフォト/メモ」といったタッチで楽しめる機能が充実している。「手書きダイアリー」は、月ごと/日ごとが選択できるので、カレンダーやビジネス帳、日記のように使える。また手書きで作成した日記やメモには、写真を貼り付けたり、待受画面にも貼り付けて使いたい時にすぐ見ることもできるほか、手書きで作成した日記やメモ、加工した写真は、画像として保存してメールに添付することも可能。
1320万画素のメインカメラは、最短約1.1秒の高速起動と最短約0.2秒の高速オートフォーカスにより、撮りたいシーンを逃すことなく撮影できる。また集合写真や大きい建物、広い風景を撮影するのに便利な広角27mmレンズを搭載したほか、被写体をカメラに向けるだけでカメラが撮影シーンを自動識別する「インテリジェントオート」、撮影ボタン一押しで6枚または8枚を連写し、その中からピントや構図をもとにベストショットを自動で選ぶ「おまかせチョイス」、検出した顔が笑顔になった時に自動で撮影する「笑顔シャッター」、2人の顔を検出し、顔の距離が近づくと自動撮影する「ラブシャッター」、設定した顔を検出するとセルフタイマーが作動して、約3秒後に撮影する「グループシャッター」を搭載。薄暗い場所でもフォトライト無しで撮影できる最大ISO12800相当の高感度撮影にも対応。撮った写真は「ピクチャ分類」により、日時や撮影シーン、色などカテゴリ別に自動で分類・整理でき、見たい写真をすぐに表示できるほか、3.1インチの大画面でスライドショーも楽しめる（縦・横どちらの方向でも閲覧可能）。スライドショーのエフェクトは、19種類から選択可能。またUniPhierによる超解像技術により、小さなサイズの画像をきれいに拡大・補正したり、暗く写った写真を明るく鮮やかに補正できるほか、保存した人物画像の肌を明るく色白に調整したり、瞳を大きくしたりすることもできる「ビューティープラス」を搭載。またブログ投稿に最適な正方形の画像サイズでの撮影にも対応。3120×3120（大）、480×480（小）の撮影サイズでの撮影が可能である。
| 主な対応サービス                   | 主な対応サービス                                                    | 主な対応サービス                       | 主な対応サービス                                     |
| ---------------------------------- | ------------------------------------------------------------------- | -------------------------------------- | ---------------------------------------------------- |
| タッチパネル                       | FOMAハイスピード （送信2.0Mbps/受信7.2Mbps）                        | Bluetooth                              | DCMX／おサイフケータイ                               |
| iアプリオンライン／地図アプリ      | 直感ゲーム／メガiアプリ                                             | iウィジェット                          | マチキャラ／iコンシェル（オートGPS対応）             |
| ホームU／ポケットU                 | GPS／オートGPS／ケータイお探し                                      | デコメール／デコメ絵文字／デコメアニメ | iチャネル                                            |
| 着もじ                             | テレビ電話/キャラ電                                                 | ケータイデータお預かりサービス         | フルブラウザ                                         |
| おまかせロック／バイオ認証         | 外部メモリーへiモードコンテンツ移行／ユーザーデータ一括バックアップ | トルカ                                 | iC通信／iCお引越しサービス                           |
| きせかえツール／ダイレクトメニュー | バーコードリーダ／名刺リーダ                                        | 2in1                                   | エリアメール／ソフトウェアーアップデート自動更新     |
| GSM／3Gローミング（WORLD WING）    | 着うたフル／うた・ホーダイ                                          | Music&Videoチャネル／ビデオクリップ    | デジタルオーディオプレーヤー(WMA)(AAC)(SDオーディオ) |

1. ↑  「しゃべる」「振る／傾ける」に対応。
2. ↑  インカメラがないため、相手の顔を見ながら、自画像を送信することはできない（メインカメラを利用して自画像を送信することは可能）。

## ワンセグ機能
- EPG（録画予約も可）
- 字幕放送
- 「モバイルWスピード」による60fps表示

## プリインストールiアプリ
以下のiアプリが購入時に端末にプリインストールされている。
| アプリ名                                | 概要 |
| --------------------------------------- | --- |
| 99のなみだモバイル体験版                | 心にしみるショートストーリーを通して、やすらぎや癒やしを得ることができる読書アプリ。                              |
| pop'n music（体験版）                   | 落ちてくるマークを合わせて端末のキーを押すことで音楽のリズムに乗って遊ぶゲーム。                                  |
| ズーキーパーDX スコアアタック（体験版） | 動物を入れ替えて、同じ動物を縦横3個以上並べて捕まえていく制限時間付きのアクションゲーム。                         |
| ハイパー四川省                          | ランダムに配置された麻雀牌の中から、同じ種類の牌を2個1組にして消していくパズルゲーム                              |
| コミック／小説ビューア                  | 話題のコミックや小説を立ち読みできるアプリ                                                                        |
| リバーシ                                | ゲームアプリ |
| Gガイド番組表リモコン                   | テレビ番組表とAVリモコン機能が1つになったアプリ                                                                   |
| iD設定アプリ                            | おさいふケータイクレジット決済サービスiDの設定アプリ                                                              |
| DCMXクレジットアプリ                    | NTTドコモが提供するおさいふケータイクレジットDCMXの設定アプリ                                                     |
| モバイルGoogleマップ                    | Googleマップを表示して地域情報やストリートビューなどを表示できるアプリ                                            |
| モバイルSuica登録用iアプリ              | モバイルSuica契約用のiアプリ                                                                                      |
| iアバターメーカー                       | iアバターを作成するアプリ                                                                                         |
| 楽オク☆アプリ2                          | 楽天オークションにいつでもどこでもカンタンに出品できるアプリ                                                      |
| 地図アプリ                              | オープンiエリアを利用した現在地の確認や指定した場所の地図を見たり、目的地までのルート確認を行うことができるアプリ |
| iアプリバンキング                       | モバイルバンキングを簡単に利用するためのアプリ                                                                    |
| ドコモwebメール                         | パソコンからも、FOMA端末からも利用できるメールサービス「ドコモwebメール」のアプリ                                 |
| マクドナルド トクするアプリ             | 日本マクドナルドのかざすクーポンなどを利用するためのアプリ                                                        |
| Google モバイル                         | Googleのモバイル検索機能が利用できるアプリ                                                                        |

上記のアプリの他、ドコモマーケットなどから、様々なアプリケーションをダウンロードし利用することが可能となる。

## 歴史
- 2010年5月18日 - F-06B・F-07B・F-08B・L-04B・N-04B・N-05B・N-06B・N-07B・N-08B・P-04B・P-05B・P-06B・P-07B・SH-02B marimekko・SH-07B・SH-08B・SH-09B・LYNX SH-10B・dynapocket T-01B・BlackBerry Bold 9700の開発及び一部機種の発売を発表。
- 2010年（平成22年）7月23日 - 発売開始。

## 不具合
2010年10月20日に以下の不具合の修正がソフトウェアの更新でなされた。
- デコメール作成中に全ての操作ができなくなる場合がある。
- 画面メモを表示する際、携帯電話（本体）が再起動する場合がある。

2010年11月9日に以下の不具合の修正がソフトウェアの更新でなされた。
- ケータイデータお預かりサービス利用時において、バックアップ対象外の画像がバックアップされる場合がある。

2010年12月2日に以下の不具合の修正がソフトウェアの更新でなされた。
- カメラ起動中に「撮影モード選択」を選択すると、ピクチャアルバムが起動する場合がある。